# Orlando paladino
Orlando paladino es una ópera en tres actos de Joseph Haydn, representada por primera vez en Eszterháza el 6 de diciembre de 1782. El libreto de Nunziano Porta está basado en otro libreto, Le pazzie d'Orlando, de Carlo Francesco Badini, al que puso música el compositor P. A. Guglielmi en 1771, inspirado asimismo en el poema épico Orlando furioso de Ariosto. La ópera fue descrita como un drama heroico-cómico, pues la trama mezcla estos elementos. Durante la vida de Haydn fue su ópera más popular. 
Esta ópera ha sido redescubierta en la actualidad: en las estadísticas de Operabase aparece con 82 representaciones en el período 2008-2018.

## Personajes
| Personaje                                                   | Tipo de voz | Primer reparto, 6 de diciembre de 1782 (director: — ) |
| ----------------------------------------------------------- | ----------- | ----------------------------------------------------- |
| Alcina, una hechicera                                       | soprano     | Costanza Valdesturla                                  |
| Angélica, Reina de Catay                                    | soprano     | Matilde Bologna                                       |
| Medoro,enamorado de Angélica                                | tenor       | Prospero Braghetti                                    |
| Caronte (Caronte), barquero del Inframundo                  | bajo        | Leopold Dichtler                                      |
| Eurilla, una pastora                                        | soprano     | Maria Antonia Specioli                                |
| Licone, un pastor                                           | tenor       | Leopold Dichtler                                      |
| Orlando, Paladín de Francia                                 | tenor       | Antonio Specioli                                      |
| Pasquale, escudero de Orlando                               | tenor       | Vincenzo Moratti                                      |
| Rodomonte, Rey de Barbaria                                  | bajo        | Domenico Negri                                        |
| pastores, pastoras, espectros, salvajes y sarracenos — coro |             |                                                       |

## Sinopsis

### Primer acto
Escena primera - En un paisaje montañoso.

La pastora Eurilla y su padre Licone se alarman por la aparición de un caballero con aspecto amenazante, que busca a Angélica y Medoro. Eurilla le cuenta que los enamorados han buscado refugio en un castillo cercano. El caballero se revela como Rodomonte, Rey de Barbaria, encaprichado con Angélica y decidido a protegerla de los celos de Orlando.

Escena segunda - En la torre de Angélica.

Angélica lamenta tener que vivir escondida para evitar el loco frenesí de Orlando, que vive obsesionado con ella. Invoca a la hechicera Alcina, quien le ofrece protección. Medoro aparece con malas noticias: Orlando y su escudero Pasquale han sido vistos en un lugar cercano. Dudan si será más seguro permanecer en el castillo o escapar.

Escena tercerea - En un bosque.

Pasquale es descubierto por Rodomonte, quien lo desafía, pero es distraído por Eurilla; ésta informa al rey que Orlando anda cerca buscándolo. A solas con Eurilla, Pasquale le explica que la vida junto a su señor, siempre en busca de aventuras, no es en absoluto fácil, pues suele escasear la buena comida... (y el amor).

Escena cuarta - Un jardín con una fuente.

Medoro jura fidelidad a Angélica, pero ella le sugiere, a pesar de sus protestas, que debería abandonarla por su propia seguridad, al menos por un tiempo. Cuando se van, Orlando aparece, maldiciendo la obsesión que lo atenaza, convencido de que Medoro es el único obstáculo para satisfacer su amor. Ve que Medoro ha grabado el nombre de Angélica en todos los árboles del jardín y destroza furioso los árboles y la fuente. 

Escena quinta - En una arboleda.

El bravucón Rodomonte sigue persiguiendo a Orlando, quien se le escapa por poco, cuando éste llega para interrogar a Eurilla sobre el paradero de Medoro. 

Escena sexta - Un hermoso jardín.

Las sombrías premoniciones de Angélica son interrumpidas por Pasquale y Eurilla, quienes le avisan que Orlando se aproxima. Rodomonte se les une, aún deseoso de luchar contra Orlando. Entonces entra el pacífico Medoro, temeroso de la valentía y destreza de Orlando. Alcina aparece y tranquiliza a los amantes, mientras advierte a Rodomonte que él no puede derrotar a Orlando. Éste entra furioso, pero Alcina con su magia lo inmoviliza y lo encierra en una caja de acero.

### Segundo acto
Escena primera - En una arboleda.

Orlando ha sido liberado de su prisión, pero no de su locura. Rodomonte está una vez más a punto de atacarlo, pero cuando Eurilla le comunica que Medoro y Angélica han huido, Orlando sale en su persecución.

Escena segunda - En una amplia llanura junto al mar.

Medoro busca refugio junto al mar y por sugerencia de Eurilla, se oculta en una gruta, rogándole que le hable a Angélica de su infeliz destino. Mientras tanto, Eurilla y Pasquale descubren que se han enamorado el uno del otro. Eurilla lo invita a que la siga a un castillo. Angélica lamenta su sufrimiento. Alcina planea solucionar las dificultades de los amantes. Cuando Angélica está a punto de arrojarse al mar por la desesperación, la magia de Alcina la transporta a la presencia de Medoro y ambos, juntos de nuevo, se reafirman en su amor. Hablan de la necesidad de buscar un nuevo refugio cuando aparece Orlando, pero Alcina interviene de nuevo para permitir que los amantes escapen. Orlando es distraído por la aparición repentina de dos monstruos marinos.

Escena tercera - En una habitación del castillo.

Pasquale y Eurilla intercambian muestras de cariño. Rodomonte entra con Alcina, quien los invita a todos a su gruta mágica.

Escena cuarta - En la cueva encantada de Alcina.

Orlando y Pasquale llegan buscando a Alcina, y el paladín insulta furiosamente a la hechicera por proteger a Medoro. Ella reacciona convirtiéndolo en una roca. Angélica, Medoro, Eurilla y Rodomonte entran, y quedan maravillados con esta visión. Alcina devuelve a Orlando a su antiguo estado, pero su frenesí no ha sido eliminado. Cuando Alcina huye al fondo de la cueva, Orlando la persigue, mientras las rocas se cierran tras él.

### Tercer acto
Escena primera - El Inframundo, junto al río Leteo, al fondo los Campos Elíseos.

Caronte, el barquero infernal, vigila a Orlando, que duerme. Alcina le ordena erradicar la locura de Orlando con agua del río del olvido. Orlando se despierta confundido.

Escena segunda - En una estancia del castillo.

Mientras hablan sobre su matrimonio, Eurilla y Pasquale son interrumpidos por Orlando, quien busca la ayuda de su escudero. 

Escena tercera - En un bosque.

Angélica es perseguida por salvajes. Medoro se apresura a ayudarla, pero es herido. Rodomonte y Orlando se enzarzan en un duelo.

Escena cuarta - En un patio.

Angélica delira, creyendo que Medoro está muerto. Alcina le asegura que no es cierto, que ha sanado de sus heridas. Rodomonte y Orlando entran juntos; ahora son camaradas. Las aguas del río Leteo han borrado de la mente de Orlando tanto su amor por Angélica como su odio por Medoro. Angélica y Medoro pueden ahora amarse sin temor. Pasquale y Eurilla se aman; Orlando debe partir en busca de nuevas hazañas de valor.

## Contexto
Es sin duda una de las óperas cumbres del clasicismo musical y una fuente inagotable de inspiración para Mozart que la conocía bien, y de la que extraerá numerosas ideas musicales y teatrales. La mezcla de sentimientos y la caracterización de personajes están llevados al límite, cuesta distinguir lo serio de lo paródico, lo cómico de lo irónico, es un alarde de introspección psicológica y de esa ironía haydniana que transgrede todos los clichés tradicionales. Aquí el genio de Rohrau se muestra como el gran compositor ilustrado e inconformista que lleva la crítica social a todos los niveles a través de sus personajes, atrapados en una compleja tela de araña y esclavos de sus pasiones e intereses inconfesables.
La música es deslumbrante y muy contrastada. Una belleza sublime envuelve al personaje de Angelica, la sinceridad y un cierto patetismo al de Medoro, su enamorado, Orlando es un "loco de atar" que puede sufrir profundamente y también encolerizarse con facilidad, un ser contradictorio cuyo único objetivo es recuperar como sea el amor de Angelica. Las arias de Rodomonte son heroicas y cómicas a la vez, Pasquale, el escudero de Orlando, es la joya de las caracterizaciones de esta ópera y sin duda, una de las mejores de la ópera bufa en general. Su música es muy variopinta, unas veces popular, otras fanfarrona, otras enternecedora y otras de un humor hilarante; en definitiva, un personaje antológico y entrañable que nos recuerda por momentos al universal "Sancho Panza". A todo esto hay que añadir los elementos sobrenaturales de la  magia de Alcina, personaje imponente que maneja los hilos de la acción y evita  el caos y la tragedia a la que están destinados todos estos protagonistas desbocados. Por último hay dos pastorcillos, Eurilla y Licone, que representan a las gentes humildes y trabajadoras, sujetas a los caprichos e imposiciones de los señores, quedando atrapados en esta maraña de intrigas y despropósitos.
Esta ópera es una crítica mordaz hacia los privilegios de una nobleza abusiva y decadente, un mundo de apariencias y títulos de cartón piedra. Como bien dice Pascuale el escudero del Conde Orlando: "con este patrón se come poco"....

## Música
La Obertura resume hábilmente los elementos principales de la obra, la locura, la parodia y el lado humano. En sus temas principales nos parece estar oyendo a Orlando (tema 1 introductorio, rudo y repetitivo), a Pasquale (2° elemento melódico del 1° tema) a Angelica (tema 2 de carácter lírico) y a Rodomonte (tema conclusivo). En el breve desarrollo predomina el tema de Orlando con diversas transformaciones. 
La Introduzione es un terzetto que nos prepara para el clima general de inestabilidad emocional de toda la obra. La música pinta una escena bucólica que de repente se transforma en pánico a la llegada del caballero armado Rodomonte; este es un recurso típico de Haydn en sus óperas, pero también en las piezas instrumentales en las que la exposición es una especie de resumen de todo lo que va a ir apareciendo.
Como ocurría ya en "La fedeltà premiata", aquí también la música avanza con paso firme y enérgico. A un aria lírica (Eurilla) le sigue otra furiosa (Rodomonte), a una cavatina dulce e íntima (la maravillosa "Palpita ad ogni istante" de Angelica) le sucede una concisa y apasionada sinfonía orquestal, al aria imponente de Alcina "ad un guardo" le sigue la triste y desgarradora aria "parto, ma Oh Dio" de Medoro.
Entra en escena Pasquale, con la simpática cavatina "la mia bella" en el estilo del folclore popular austríaco y un aria que es un genial trabalenguas cómico y fanfarrón "Ho viaggiato in Francia".
De nuevo vuelve el sentimiento puro y humano de Angelica con "Non partir mia bella face", un aria memorable. 
Le sigue la primera aparición de Orlando con un accompagnato siniestro en el que afloran sus propios sentimientos y obsesiones que desembocan en el aria "D'Angelica il nome" que denota una cierta esquizofrenia con sus reiteraciones y cambios de dinámica. En definitiva toda esta sucesión de números denota la principal característica de esta ópera, el contraste como método compositivo.
El Finale del 1º acto, al igual que los de la "Fedeltà Premiata" y "La vera costanza" es una maravillosa sucesión de episodios en los que destacan unos sorprendentes giros armónicos y un uso del cromatismo muy moderno. La sucesión de tonalidades de los diferentes fragmentos ya no sigue tan claramente la fórmula de terceras encadenadas de sus antecesoras, pues hay una relación de 4ª y otra de 2ª menor desconcertante (a distancia de semitono), o sea, de un fragmento en Sib mayor con 2 bemoles se pasa a otro en Si natural mayor con 4 sostenidos, sin modulación alguna. La secuencia tonal del Finale es la siguiente: La mayor, Re mayor - menor, Sib mayor, Si mayor, Sol mayor – La mayor, La mayor. La música avanza con gran energía, creando un efecto acumulativo hasta desembocar en un climax final de gran efecto teatral.
Del 2º acto hay que destacar la hermosa "Dille che un infelice", un aria sincera y emotiva de Medoro, el duetto "Quel tuo visetto amabile" que anduvo perdido mucho tiempo y pudo ser reconstruido casi milagrosamente y que es una anticipación de "La flauta mágica" de Mozart (inspirándole el dúo de Papageno y Papagena), la bellísima y virtuosística aria "Aure chete" de Angelica (otro momento mágico), el dramático accompagnato "Fra queste selve invan"  que representa el intento de suicidio de Angelica (un momento cumbre de la partitura), que junto al hermoso duetto "Qual contento io provo in seno" de Medoro y Angelica, conforman una gran escena pre-romántica. Por último la divertidísima "Ecco spiano" de Pasquale una de las más memorables arias cómicas de la historia.
El Finale del 2º acto comienza con un etéreo solo de flauta doblada por el fagot que inspiró la escena de las pruebas del Agua y el fuego del 2º acto de "Flauta mágica" que, a su vez, sigue  también prácticamente la misma estructura de la del Finale de Haydn. De nuevo sorprenden las novedosas relaciones tonales entre los números que se suceden, este es el orden de tonalidades: Do mayor, Mi bemol mayor, Do menor – Do mayor, La mayor – Re menor, Sib mayor – Lab mayor, Fa mayor – Do mayor. En algunos casos se pasa de  tonalidades con bemoles a tonalidades con sostenidos. Se trata de nuevo de un magistral Finale de naturaleza sinfónica pre-beethoveniana.
El aria de Caronte del 3º acto es muy original doblando la flauta a las trompas y creando una atmósfera siniestra. El accompagnato de Orlando "Sogno? Veglio? Cos'è?" es un gran hallazgo armónico, se trata de un recitativo con orquesta que recurre a la modulación contínua para crear una sensación de irrealidad y confusión; comienza en La b mayor (4 bemoles) y acaba en ¡do# menor! (4 sostenidos) en un largo recorrido modulatorio que impresiona por su modernidad: La b mayor – fa menor – mi bemol mayor – si b mayor- sol menor – si mayor – mi mayor- la mayor – re mayor – fa # menor – do# menor. Todo esto nos conduce al Mi mayor de la hipnótica aria "Miei pensieri, dove siete?", tonalidad que anticipa el comienzo de la 3ª Parte de "La Creación" tonalidad a la que recurre Haydn para describir los mundos sobrenaturales, las realidades paralelas. Aquí se relata como Caronte, en el otro mundo, limpia la memoria de Orlando y lo cura de su demencia . En el caso de la Creación, esta tonalidad servirá para la descripción del Paraíso.
Tras el episodio anterior, surge otro fuerte contraste con un Combattimento instrumental a cargo de la orquesta, con las Trompetas y timbales como protagonistas, que nos devuelven bruscamente a tierra firme. 
Los últimos números son una grandiosa y dramática escena de Angelica al extremo de la locura, que culmina con el aria «Dell' estreme sue voci dolenti» de gran dificultad vocal, y por último un recitativo y el irresistible coro final con todos los personajes cantando una contagiosa melodía.
Esta obra maestra es un fruto maduro, con sorprendentes anticipaciones románticas que atisban las armonías del último período haydniano y los hallazgos del Beethoven más avanzado.

## Instrumentación
La ópera está compuesta para 9 solistas vocales, 1 flauta, 2 oboes, 2 fagots, 2 trompas, 2 trompetas, timbales, cuerdas y contínuo (violoncello y clave).